# Varennes (Manitoba)
Varennes est une banlieue de Winnipeg et constitue la partie nord de la municipalité de Saint-Vital, située dans la province canadienne du Manitoba au Canada.
La cité doit son nom à l'explorateur Pierre Gaultier de Varennes et de La Vérendrye qui arpenta la région. 
Les Franco-manitobains constituent près de 20 % de la population de Varennes. La ville de Varennes possède une école d'immersion en langue française faisant partie de la division scolaire Louis Riel.